# Strongyloides stercoralis
Strongyloides stercoralis [din greaca strongylos (στρογγύλος) = rotund + eidos (εἶδος) = formă și latina stercus = excrement + alis = sufix cu sensul referitoare la] este un nematod mic frecvent întâlniți în intestinul subțire al câinilor, primatelor și omului, cu o răspândire largă în regiunile tropicale umede, precum și în regiunile temperate unde sanitația este deficitară, caracterizat printr-un ciclu de viață neobișnuit, care implică generații libere și parazite. El provoacă o parazitoză umană numită strongiloidoză.